# 6672 Corot
A 6672 Corot (ideiglenes jelöléssel 1213 T-1) a Naprendszer kisbolygóövében található aszteroida. Cornelis Johannes van Houten,  Ingrid van Houten-Groeneveld és Tom Gehrels fedezte fel 1971. március 24-én.